# Laure de Clermont-Tonnerre
Pour les articles homonymes, voir Clermont-Tonnerre.
Laure de Clermont-Tonnerre, également appelée Laure de Clermont, est une comédienne et réalisatrice française, née le 26 juillet 1983 à Paris.

## Biographie
Laure Marsa Frédérique de Clermont-Tonnerre est la fille de deux producteurs de cinéma, Antoine de Clermont-Tonnerre et Martine de Clermont-Tonnerre. Elle suit des études d'histoire à la Sorbonne jusqu'au master (sur le réalisme poétique de la France des années 1930), en parallèle avec une formation professionnelle de comédienne au Cours Florent et au Cours Éva-Saint-Paul.
Laure de Clermont-Tonnerre joue son premier rôle à 10 ans dans Ma sœur chinoise d'Alain Mazars, avec Alain Bashung, puis enchaine les rôles dans une demi-douzaine de longs-métrages.
En 2005, elle part vivre un an à New York avec sa meilleure amie, pour y prendre des cours de théâtre. Paris, Texas de Wim Wenders est son film préféré en ce qu'il est la rencontre entre un regard européen et les grands espaces américains.
En 2008, elle met en scène une pièce de théâtre, Independence, de Lee Blessing.
En 2012, elle tourne Atlantic Avenue, à Brooklyn, un court-métrage de fiction sur le désir et la sexualité d'une jeune femme atteinte de la maladie des os de verre.
En 2014, elle s'intéresse à la zoothérapie et tourne un second court-métrage, Rabbit, dans la prison de Rikers Island à New York, avec une détenue et un lapin.
En 2017, elle tourne Nevada, en 23 jours, un long-métrage qui raconte la relation entre un prisonnier et un mustang. Le projet, sélectionné par l'Institut Sundance et récompensé d'un prix à l'écriture du NHK, est co-produit par Robert Redford, France 3, Canal+, et Focus Features.
En 2019, elle réalise le pilote ainsi que trois épisodes de la série The Act avec Patricia Arquette, Joey King et Chloë Sevigny.
En 2020, elle tourne deux épisodes de la série Mrs. America avec Cate Blanchett.

## Filmographie

### Actrice
- 1994 : Ma sœur chinoise
- 1999 : Le Temps retrouvé : la fille de Gilberte
- 2000 : Comédie de l'innocence : Hélène
- 2007 : Identical Transition: Audrey
- 2007 : Le Scaphandre et le Papillon : Diane
- 2007 : Fallen Fighter: Mrs. Shaw
- 2008 : La Maison Nucingen : Lotte
- 2009 : Some Kinda Fuckery: Laure
- 2009 : L'École du pouvoir de Raoul Peck (mini-série) : Delphine
- 2010 : Les Aventures extraordinaires d'Adèle Blanc-Sec : Agathe Blanc-Sec
- 2010 : Ensemble nous allons vivre une très, très grande histoire d'amour... de Pascal Thomas
- 2014 : Girafada de Rani Massalha : Laura
- 2014 : La Résistance de l'air de Fred Grivois : Valérie

### Réalisatrice

#### Longs métrages
- 2019 : Nevada (The Mustang)
- 2022 : L'Amant de lady Chatterley (Lady Chatterley's Lover)

#### Courts métrages
- 2012 : Atlantic Avenue
- 2014 : Rabbit

#### Séries télévisées
- 2019 : The Act - épisodes 1, 2 et 6
- 2020 : Mrs. America - épisodes 5 et 6
- 2021 : American Crime Story: Impeachment - épisodes 4 et 5

## Distinctions

### Récompenses
- Festival du film de Sundance 2015 : NHK Award pour le scénario de Nevada

### Nominations
- Lumières 2020 : meilleur premier film pour Nevada

### Sélections
- Festival du film de Tribeca 2013 : en compétition officielle pour le prix du jury du court métrage de fiction pour Atlantic Avenue
- Festival du film de Sundance 2015 : en compétition officielle pour le Grand Prix du jury du court métrage pour Rabbit